# Bôle
Pour les articles homonymes, voir Bole.
Bôle est une localité et une ancienne commune suisse du canton de Neuchâtel, située dans la région Littoral. Depuis 2013, elle fait partie de la commune de Milvignes.

## Géographie

Vue aérienne par Walter Mittelholzer (1926)

Bôle mesure 2,58 km2. 28,2 % de cette superficie correspond à des surfaces d'habitat ou d'infrastructure, 27,0 % à des surfaces agricoles et 44,8 % à des surfaces boisées.

## Histoire
Bôle est mentionné en 1346 sous le nom de Boule.
En 1750, Bôle comptait 193 habitants.
Au Moyen Âge, Bôle faisait partie de la grande paroisse de Pontareuse.
Bôle a obtenu une halte sur la ligne Neuchâtel-Pontarlier en 1895.

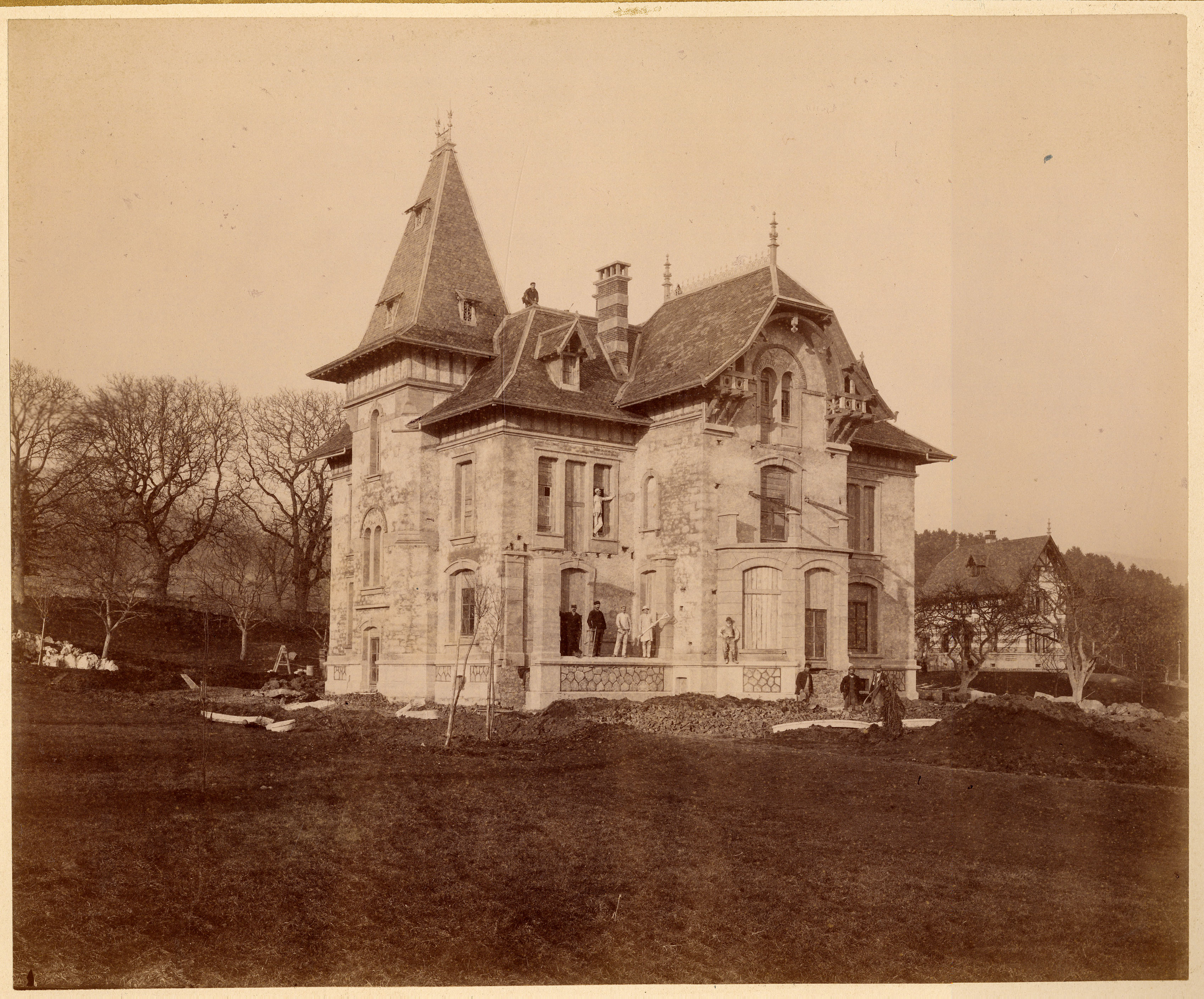
Maison Louis Calame-Colin à Bôle entre 1897 et 1898
Anciens abattoirs
Scène de vendanges avec le village à l'arrière-plan

Le 1er janvier 2013, la commune de Bôle a fusionné avec les communes d'Auvernier et Colombier pour donner naissance à la nouvelle commune de Milvignes.

## Population

### Gentilé et surnom
Les habitants de la commune se nomment les Bôlois.
Ils sont surnommés lé-z-Èpantâ, soit les épouvantés en patois neuchâtelois.

### Démographie
Bôle compte 1 806 habitants fin 2022. Sa densité de population atteint 700 hab./km2.
Le graphique suivant résume l'évolution de la population de Bôle entre 1850 et 2008 :